# Alexander Gauland
Eberhardt Alexander Gauland (Chemnitz, 20 februari 1941) is een Duits jurist, politicus en journalist. Hij is oprichter van de partij Alternative für Deutschland, van 2017 tot 2021 lid van de Bondsdag voor de AfD , en was van 2017-2019 federaal woordvoerder (voorzitter) van deze partij.  Hij is sinds 2021 fractievoorzitter van de AfD. Eerder was hij actief lid van de CDU.

## Biografie
Gauland was van 1973 tot 2013 lid van de CDU. Hij was o.a. lid van het bestuurscollege van de stad Frankfurt. Hij stond van 1987 tot 1991 als staatssecretaris aan het hoofd van de Hessische staatskanselarij (kabinet van de minister-president) onder minister-president Walter Wallmann, die zijn mentor was. 
Van 1991 tot 2005 was hij redacteur van het dagblad Märkische Allgemeine in Potsdam.
Gauland was in 2012 een van de oprichters van het tegen de Euro gerichte initiatief Wahl Alternative 2013, en de daaruit voortgekomen partij  Alternative für Deutschland (AfD). Hij was voorzitter van de AfD Brandenburg. Na de deelstaatverkiezingen in Brandenburg in 2014 werd hij fractievoorzitter van zijn partij. 
Samen met Alice Weidel was hij de belangrijkste kandidaat van de AfD bij de Bondsdagverkiezingen van 2017. Hij won een zetel in de Bondsdag en werd vervolgens gekozen tot co-voorzitter van de AfD fractie. Op 2 december 2017 werd Gauland op het partijcongres in Hannover naast Jörg Meuthen verkozen tot tweede federale woordvoerder (voorzitter) van de AfD.  Hij hield deze functie tot 30 november 2019, toen hij zich niet opnieuw verkiesbaar stelde.
Vooral tijdens de campagne voor de Bondsdagverkiezingen van 2017 werden Gaulands uitspraken herhaaldelijk bekritiseerd als racistisch en revisionistisch. In een  rapport uit  januari 2019 stelde het Bundesamt für Verfassungsschutz dat Gauland een "völkisch-nationalistische visie op de samenleving" had. Gaulands uitspraken, bijvoorbeeld over migranten of Duitslands naziverleden, hebben herhaaldelijk voor controverse gezorgd.
- CiNii: DA06188701
- Gemeinsame Normdatei: 122350138
- International Standard Name Identifier: 0000 0000 8409 5772
- Library of Congress Control Number: n90623536
- Nationale Bibliotheek van Letland: 000229560
- Nationale Bibliotheek van Tsjechië: mzk2011658611
- Nationale Bibliotheek van Israël: 987012182976305171
- Nationale Bibliotheek van Polen: a0000003388386
- Nederlandse Thesaurus van Auteursnamen: 075072599
- Réseau des bibliothèques de Suisse occidentale: 02-A003283250
- Système universitaire de documentation: 092462944
- Virtual International Authority File: 23021081
- WorldCat: E39PBJxmHyq9rVC9FWWPppvJXd